# Tossal del Moro (Bot)
El Tossal del Moro és una muntanya de 353 metres del municipi de Bot, a la comarca de la Terra Alta.